# Frederike Frei
Frederike Frei (bürgerl. Christine Golling, * 24. Januar 1945 in Brandenburg/Havel) ist eine deutsche Theater- und Filmschauspielerin sowie Schriftstellerin, die Lyrik, Prosa und Hörspiele veröffentlicht.

## Leben
Frederike Frei wuchs in Rotenburg an der Wümme, Bonn und Hamburg auf. Sie studierte Germanistik, Theologie und Theaterwissenschaften an der Universität Hamburg. Nach ihrer Schauspielausbildung war sie in Wilhelmshaven, Verden und Hamburg (an den Kammerspielen) als Schauspielerin tätig und wirkte mit in
- Filmen
- Fernsehfilmen (u. a. 1976 im Fernsehkrimi Bei Westwind hört man keinen Schuß von Hansjörg Martin, Regie: Sepp Strubel)
- Fernsehserien:
  - Jörn Drescher, 19 Jahre, D 1971 mit Volker Eckstein und Konrad Georg, Regie Udo Langhoff
  - Das Fernsehgericht tagt (Folge: Wie Kaufmann Lauterbach zum Trickdieb wurde)
  - Vorsicht Fall
  - Onkel Bräsig
  - Kleiner Mann im Ohr (NDR 1976)

und Werbespots (deutsch, französisch, italienisch).
1976 Lyrik im BaUCHLADEN. Als „Bundesdichterin“ wanderte sie durch Deutschland. 1977 auf Einladung der Kulturbehörde Hamburg mit Lyrik im BaUCHLADEN Teilnahme am Festival „Literatrubel“"; 1978 Teilnahme an den Internationalen Literaturtagen in Berlin. 1979 war sie die Organisatorin der Ersten Dichter-Demonstration in Hamburg.
1980 gründete sie mit diesen Dichtern zusammen den Literaturpost e. V. in Hamburg, später Literaturlabor e. V. Sie veranstaltete Lese-Tourneen und Performances, leitete Schreibseminare und nahm an Festivals teil. 1994 war sie Mitbegründerin des Hamburger Writers Room e. V. 1997 veranstaltete sie in der Christianskirche in Hamburg-Ottensen das mehrtägige „Festival zum Tod“.
Frederike Frei war bis zu seinem Tod im Jahr 2018 mit Christian Wend verheiratet und lebt in Berlin. Sie ist Mitglied im Verband Deutscher Schriftsteller (VS).

## Werke

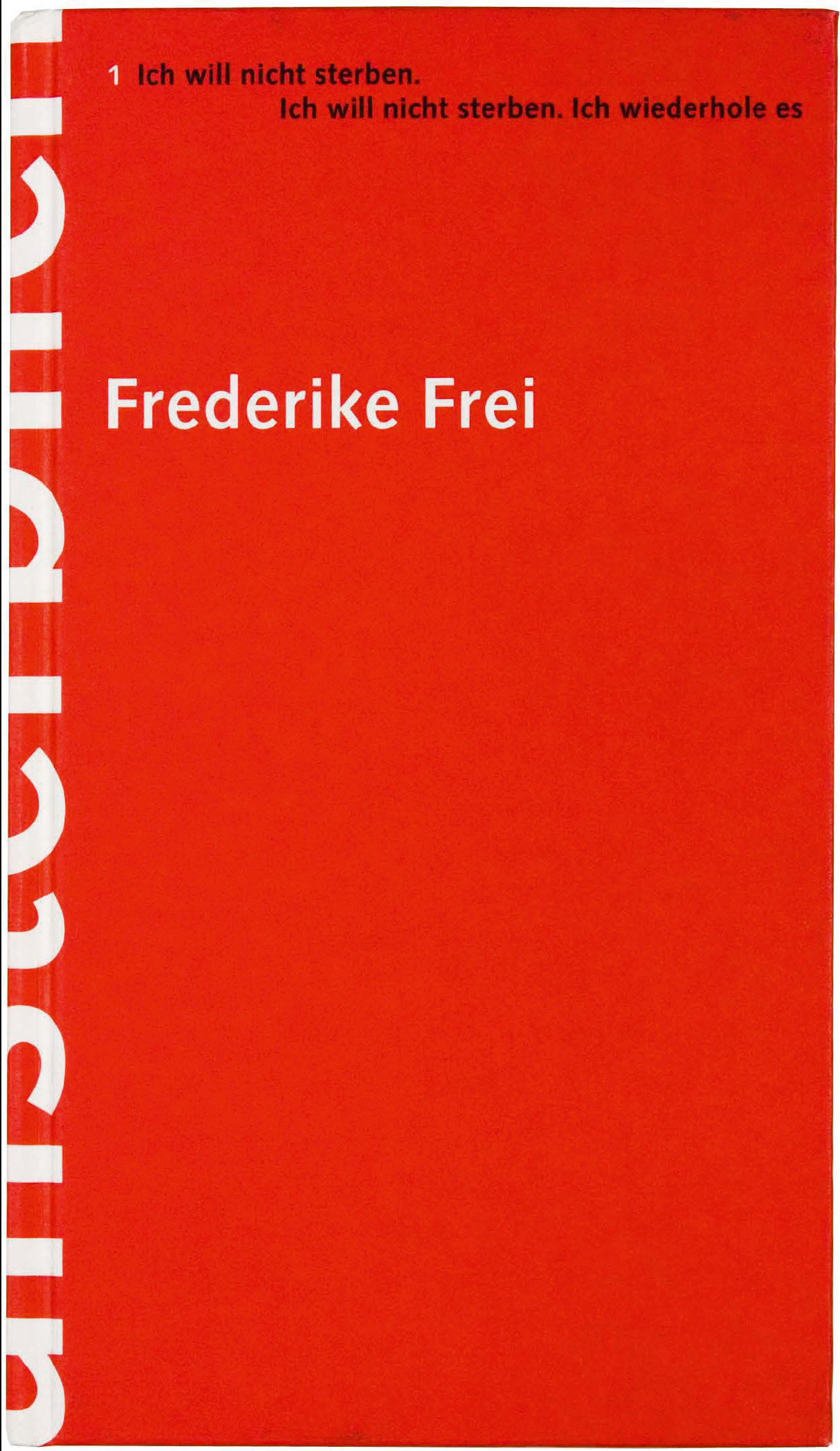
Bucheinband

### Buchveröffentlichungen
- losgelebt. Lyrik. Literarischer Verlag Braun, Köln 1977, ISBN 3-88097-072-6.
- vom Lieben geschrieben. Lyrik und Prosa. Eichborn, Frankfurt am Main 1984, ISBN 3-8218-0309-6.
- Ich Dich auch. Eichborn, Frankfurt am Main 1986, ISBN 3-8218-0313-4.
- unsterblich. Prosa. Dölling und Galitz, Hamburg 1997, ISBN 3-930802-68-6.
- Unsterblich on demand. Prosa. Dölling und Galitz, Hamburg 2002, ISBN 3-935549-34-2
- Echt Himmel das Blau heute. Lyrik. Verlag Ralf Liebe, Weilerswist 2009, ISBN 978-3-941037-17-5.
- Weg vom Festland. Roman. Achter Verlag, Acht und Weinheim 2011, ISBN 978-3-9814562-2-6.
- Apfelgeschichten. Prosa und Lyrik. Mit Rezepten und Zeichnungen von Maria Herrlich. Achter Verlag, Acht und Weinheim 2011/2013, ISBN 978-3-9814562-9-5.
- Mitlesebuch 126. Kolumnen-Gedichte. Mit Grafik von Judith Gaida. APHAIA Verlag, 2015.
- Frederike Frei (= Poesiealbum 319). Lyrikauswahl von Helmut Braun, Grafik: Ulrike Schmidt. Märkischer Verlag Wilhelmshorst 2015, ISBN 978-3-943708-19-6.
- Bissiges Gras. Kindroman. Achter Verlag, Acht und Weinheim 2016, ISBN 978-3-9817674-3-8.
- Aberglück. Edition Bärenklau, Oberkrämer 2018, ISBN 978-3-7528-8792-1.
- Wasser. Achter Verlag, Weinheim 2022, ISBN 978-3-948028-13-8.
- Blumengesichter. Gedichte (mit Linolschnitten von Steffen Büchner), Lyrik-Edition NEUN, Band 16, Berlin, Verlag der 9 Reiche, 2023, ISBN 978-3-948999-16-2.

#### „unsterblich“
„Ich will nicht sterben. Ich will nicht sterben. Ich wiederhole es“ mit diesen Worten beginnt Frederike Frei ihren Monolog über das Sterben und den Tod – mit Erinnerungen an die tote Mutter – der 1997 unter dem Titel unsterblich im Verlag Dölling und Galitz erschienen ist. Der Tod als literarisches Thema hat die Buchgestalter Florian Fischer, Rainer Groothuis, Victor Malsy und Ulli Neutzling (Agentur Groothuis+Malsy, Bremen) zu einer radikalen Gestaltung und Lesetypografie veranlasst. Dafür erhielten sie von der Stiftung Buchkunst 1997 eine lobende Anerkennung und vom Art Directors Club und Type Directors Club New York einen Preis.
Das Buch ist logisch aufgebaut. Es hat 18 Kapitel und somit 18 Zeilen pro Seite. Jede Zeile beinhaltet ein Kapitel, das auch nur eine Zeile lang ist. Das Buch ist also 18 Zeilen lang, die sich allerdings über die gesamten 184 Seiten des Buches erstrecken. Der Leser, bedingt durch die besondere Form des Umbruchs, muss insgesamt über 1000-mal umblättern. Auf dem rot bedruckten Bucheinband beginnt der Text. Umblättern: Auf dem verklebten Vorsatzpapier läuft die erste Zeile weiter über die Innenstege auf das fliegende Vorsatzpapier. Umblättern: Die Zeile läuft auf der Rückseite des fliegenden Vorsatzpapieres weiter über die Innenstege auf den Schmutztitel. Ist die Zeile hier zu Ende: Umblättern auf den Innentitel und so weiter. Ist das 1. Kapitel (die 1. Zeile) gelesen, blättert man zurück auf Seite 4 – auf der alle Kapitel/Zeilen beginnen – und liest die 2. Zeile.

Nicht alle Kapitel sind gleich lang. Daher gibt es im Buch viel Weißraum, fast leere Seiten. Ganz besonders zum Ende des Buches hin finden sich einige Seiten, auf denen nur noch 2–3 Zeilen laufen. Die Leere ist eigentümlich. Sie hat etwas Endgültiges. Die Lebenslinie erlischt. Formal schließt das Buch auf der Einbandrückseite mit dem Satz: „Himmel, das zieht nieder“ aus dem 16. Kapitel. Das Buch endet aber mit dem 18. Kapitel irgendwo im Innern mit den Worten „ich lach mich – “

### Hörspiele
- unsterblich. Deutschlandradio (2002)
- www.großebrunnenstraße.de. Saarländischer Rundfunk (2005)

### Tonträger
- unsterblich. Audio-CD. Dölling und Galitz, Hamburg 2003, ISBN 3-935549-40-7.

## Auszeichnungen
- 1989: Hamburger Lyrikpreis (Förderpreis der Hamburger Kulturbehörde)
- 1990: Ringelnatz-Publikumspreis Cuxhaven
- 1993: Preisträgerin im Hans-Henny-Jahnn-Wettbewerb
- 1996: Preisstipendium des Landes Schleswig-Holstein im Kloster Cismar
- 1997: Lobende Anerkennung der Stiftung Buchkunst
- 1998: Art Directors Club New York
- 1999: Aufenthaltsstipendium im Künstlerdorf Schöppingen
- 2001: Aufenthaltsstipendium im Künstlerhof Schreyahn (Wendland)
- 2018: Aufenthaltsstipendium der Berliner Akademie der Künste im Alfred-Döblin-Haus in Wewelsfleth
- 2021: Arbeitsstipendium des Berliner Senats